# Баттель, Джованни Умберто
Джованни Умберто Баттель (итал. Giovanni Umberto Battel; род. 11 декабря 1956, Портогруаро) — итальянский пианист и музыкальный педагог.
Сын и ученик Камилло Баттеля, пианиста и профессора Падуанской консерватории. Затем окончил Триестскую консерваторию (1977), где учился у Лучано Ганте; впоследствии в знак благодарности к своему учителю организовал и в 1997—2010 гг. проводил конкурс пианистов, названный его именем. В дальнейшем совершенствовал своё исполнительское мастерство под руководством Лии де Барбериис. Изучал также музыковедение в Болонском университете. В 1975—1982 гг. завоевал ряд премий на национальных и международных конкурсах пианистов, в том числе выиграл национальные конкурсы в Специи (1975), Триесте (1978) и Таранто (1979), в 1980 г. получил четвёртую премию Конкурса имени Бузони.
Концертирует с 1980 г., международная карьера началась гастролями в Германии (1985) и Греции (1986). Записал альбом сольной фортепианной музыки Мориса Равеля, в 2010-е гг. выпустил множество концертных записей.
В 1978—1987 гг. преподавал в Триестской консерватории. Затем перешёл в Венецианскую консерваторию, в 1997—2009 гг. её директор.